# Miriam Butkereit
Miriam Butkereit (8 de maio de 1994) é uma judoca alemã. Foi medalhista de prata nos Jogos Olímpicos de Verão de 2024 em Paris.